# Кун, Франц (китаист)
Франц Ва́льтер Кун (нем. Franz Kuhn; 10 марта 1884, Франкенберг — 22 января 1961, Фрайбург) — немецкий юрист и переводчик, наиболее известная работа которого — перевод на немецкий язык множества китайских сочинений, прежде всего, романа «Сон в красном тереме».

## Биография
Учился в Лейпциге и Берлине. В 1909—1912 годах жил в Китае. После Первой мировой войны занимался исключительно переводами.

## Признание
Был награждён Орденом ФРГ «За заслуги» (1952).

## Интересные факты
Хорхе Луис Борхес приписывает Куну открытие парадоксальной классификации животных.

## Переводы
- «Chinesische Staatsweisheit», Дармштадт 1923
- «Chinesische Meisternovellen», Лейпциг 1926
- «Eisherz und Edeljaspis oder Die Geschichte einer glücklichen Gattenwahl» (Ледяное сердце и Благородный нефрит, или История счастливого брака — перевод романа Хао цю чжуань), Лейпциг 1926
- «Die Rache des jungen Meh oder Das Wunder der zweiten Pflaumenblüte», Лейпциг 1927
- «Das Perlenhemd», Лейпциг 1928
- «Kin Ping Meh oder Die abenteuerliche Geschichte von Hsi Men und seinen sechs Frauen» (Цзинь пин мэй), Лейпциг 1930
- «Fräulein Tschang», Берлин 1931
- «Der Traum der roten Kammer», Лейпциг 1932
- «Die Räuber vom Liang-Schan-Moor», Лейпциг 1934
- «Die Jadelibelle», Берлин 1936
- «Das Juwelenkästchen», Дрезден 1937
- Mao Dun: «Schanghai im Zwielicht», Дрезден 1938
- «Die dreizehnstöckige Pagode», Берлин 1939
- «Mondfrau und Silbervase», Берлин 1939
- «Die drei Reiche», Берлин 1940
- «Das Rosenaquarell», Цюрих 1947
- «Das Tor der östlichen Blüte», Дюссельдорф 1949
- «Und Buddha lacht», Баден-Баден 1950
- «Der Turm der fegenden Wolken», Фрайбург 1951
- «Kin Ku Ki Kwan», Цюрих 1952
- «Goldamsel flötet am Westsee», Фрайбург 1953
- «Wen Kang: Die schwarze Reiterin», Цюрих 1954
- «Blumenschatten hinter dem Vorhang», Фрайбург 1956
- «Altchinesische Liebesgeschichten», Висбаден 1958
- «Die schöne Li. Vom Totenhemd ins Brautkleid», Висбаден 1959
- «Li Yü: Jou pu tuan», Цюрих 1959
- «Goldjunker Sung und andere Novellen aus dem Kin Ku Ki Kwan», Цюрих 1960